# Karl Ragnar Gierow
Karl Ragnar Knut Gierow, född 2 april 1904 i Helsingborg, död 30 oktober 1982 i Stockholm, var en svensk teaterregissör, författare, litteraturkritiker och översättare. Från 1961 var han ledamot av Svenska Akademien.

## Biografi
Gierow var anställd vid Norstedts förlag 1930–1937, var därefter litterär medarbetare vid Radiotjänst 1937–1946, chef för Svenska Dagbladets litteraturavdelning 1946–1951 och chef för Dramaten i Stockholm 1951–1963. Som litteraturrescensent i Svenska Dagbladet undertecknade han stundom artiklar med signaturen K. R. G..
Som Dramatenchef bidrog han till att en hel del ny europeisk – och kontroversiell – dramatik spelades på nationalscenen, bland annat verk av Bertolt Brecht och Jean-Paul Sartre, samt Eugene O'Neills sista stora dramatiska verk Måne för olycksfödda (som han, genom hustrun Carlotta O'Neill, fick exklusiv uppföranderätt på) samt Lång dags färd mot natt år 1956.
Gierow invaldes 1961 i Svenska Akademien på stol nummer 7 och var akademiens ständige sekreterare 1964–1977. Han var också ledamot av Svenska Akademiens Nobelkommitté 1963–1982 (samt dess ordförande 1970–1980). Han ogillade de bländande fotoblixtar som ofta mötte honom då han i egenskap av ständig sekreterare årligen tillkännagav nobelpristagaren i litteratur i Börshuset; därför bar han flera gånger solglasögon vid tillkännagivandet.
Somrarna tillbringades i Villa Sjörröd, Hästveda utom senare år då han vistades på Dag Hammarskjölds Backåkra.
Gierow skrev lyrik och versdramer. Till stadsfullmäktiges 75-årsjubileum i Helsingborg år 1938 skrev han Sång till staden, där en av versraderna lyder: ”Till döddagar skall jag minnas, hur det blåser i Hälsingborg; Till barken almarna skinnas av vädret kring Nya Torg.” Han skrev även schlagertexter och var under hela sin chefstid samtidigt verksam som regissör på Dramaten.
Gierows gravvård återfinns på Donationskyrkogården i Helsingborg. Han var son till teologen och folkskoleinspektören Arvid Gierow, bror till överbibliotekarie Krister Gierow och farbror till antikvetaren Pär Göran Gierow.

### Filmmanus
- 1964 – Henrik IV
- 1945 – Resan bort
- 1945 – Galgmannen (En midvintersaga)
- 1944 – Kungajakt
- 1944 – Snöstormen
- 1943 – Det brinner en eld
- 1943 – Elvira Madigan
- 1941 – Snapphanar

## Utmärkelser, ledamotskap och priser
- Kommendör med storkors av Nordstjärneorden (KmstkNO), 3 december 1974.[2]
- Ledamot av Vetenskapssocieteten i Lund (LVSL)[3]
- Kungliga priset, 1965[1]
- Hedersdoktor vid Lunds universitet, 29 maj 1965
- Bellmanpriset, 1977[1]
- Guldskeppet, 1977